# Felix Bloch
Felix Bloch (Zúrich, 23 de octubre de 1905 - Zúrich, 10 de septiembre de 1983) fue un físico suizo que trabajó fundamentalmente en los Estados Unidos y que obtuvo el Premio Nobel de Física en 1952.
Nacido en Zúrich (Suiza), estudió allí, en la Escuela Politécnica Federal de Zúrich. Aunque estudió primero ingeniería, pronto cambió a los estudios de física. Después de 1927, prosiguió sus estudios de física en la Universidad de Leipzig, obteniendo el grado de doctor en 1928. Permaneció en Alemania, en donde estudió con Werner Heisenberg, Wolfgang Pauli, Niels Bohr y Enrico Fermi. En 1933, dejó Alemania, y marchó a la Universidad de Stanford en 1934. Adoptó la nacionalidad estadounidense en 1939. Durante la Segunda Guerra Mundial, trabajó en temas de energía nuclear en el Laboratorio Nacional de Los Álamos, antes de dimitir para unirse al proyecto de radar en Harvard.
Fue premiado en 1952, junto con Edward Mills Purcell con el Premio Nobel de Física por "el desarrollo de nuevos métodos en la medición precisa de efectos magnéticos nucleares."

## Vida y obra
Bloch nació en Zürich, Suiza, de padres judíos padres Gustav y Agnes Bloch. Fue educado allí y en la Escuela Politécnica Federal (ETH), también en Zürich. Inicialmente estudiar ingeniería pronto cambió a la física. Durante este tiempo asistió a las conferencias y seminarios impartidos por Peter Debye y Hermann Weyl en ETH Zürich y Erwin Schrödinger en la vecina Universidad de Zürich. Un compañero de estudios en estos seminarios fue John von Neumann. Se graduó en 1927 continuó sus estudios de física en la Universidad de Leipzig con Werner Heisenberg, obteniendo su doctorado en 1928. Su tesis doctoral establecido la teoría cuántica de sólidos, mediante ondas de Bloch para describir los electrones.